# Phänomobil

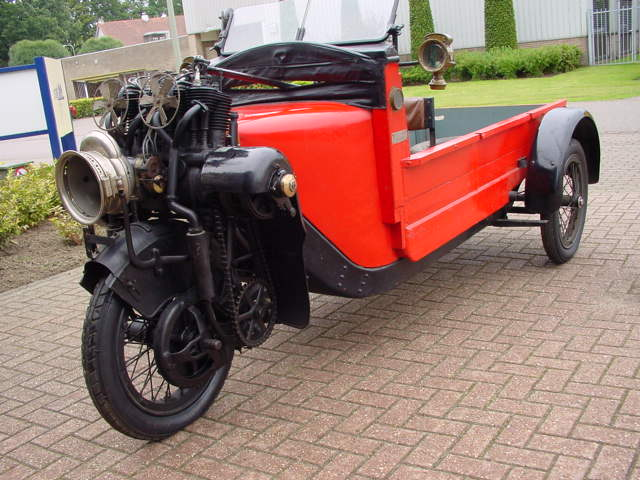
Phänomobil 1534 cc uit 1914

De Phänomobil is een historisch type voertuig uit de jaren twintig van het merk Phänomen. Het gaat hierbij om driewielige personen- en transportvoertuigen
De bestuurder zat soms overdekt en het apparaat werd aangedreven door een viercilinder motor die boven het enkele voorwiel was aangebracht. De machine was in verschillende uitvoeringen verkrijgbaar.
Of het voertuig tot de categorie motorfietsen behoorde is nog maar de vraag, maar de scheiding tussen automobielen en motorfietsen was in deze tijd niet altijd even duidelijk.
Na de Tweede Wereldoorlog kwam het bedrijf, gezeteld in Zittau in de Russische zone terecht en werd onteigend. Later werd de merknaam veranderd van Phänomen in Robur.